# 甘采和
甘采和（？年—？年），榜名冕。號補堂。四川鄰水縣人，清朝政治人物。

## 生平
乾隆五十七年（1792年）壬子科順天鄉試舉人，嘉慶二年（1797年），徐添德之亂，率達徒鄉兵守城。嘉慶十年（1805）任山西平陸縣知縣，嘉慶十年十二月二十四日署理曲沃縣事，十一年四月十一日卸事。調署長治縣事。十二年因染患怔忡病症難以供職，嘉慶十九年（1814年）調山西永濟縣知縣，重修文廟，做縣署大門聯：「世際唐虞固皆謂此地即唐虞之地矣、生逢堯舜何以使斯民爲堯舜之民哉」。嘉慶二十一年十二月（1817年）籤掣衛輝府知府。道光二年（1822年）六月。署許州直隸州知州。